# Ramiro González Vicente
Ramiro González Vicente (Burgos, 20 de abril de 1962) es un político español de ideología nacionalista vasca. Es actualmente procurador en las Juntas Generales de Álava y, desde 2015, Diputado General de Álava.

## Biografía
Nacido en Burgos, ha vivido desde los cuatro años en Vitoria. Ha ejercido durante más de 25 años, hasta su nombramiento como diputado General de Álava, como abogado colegiado, especializado en Derecho Civil y Mercantil y licenciado por la Universidad del País Vasco. Está casado, tiene dos hijas y actualmente reside en la localidad alavesa de Mendoza.
En 2002 se afilió al Partido Nacionalista Vasco (PNV). Tras desempeñar diversas responsabilidades en el Ayuntamiento de Vitoria, que compatibilizó con su labor profesional como abogado, en el año 2007 se incorporó como procurador en la Juntas Generales de Álava. Durante la legislatura 2007-2011 en la que su compañero de partido Xabier Agirre ejerció de Diputado General, Ramiro González fue portavoz adjunto del grupo juntero nacionalista. Cuando Agirre perdió la Diputación en favor del popular Javier de Andrés en 2011, González le sustituyó al frente de la portavocía del grupo en las Juntas Generales. 
En 2015 el Partido Nacionalista Vasco le designó candidato a Diputado General de Álava, encabezando la lista por este partido que fue la que obtuvo un mayor número de procuradores en la Juntas Generales de Álava (13).
El 30 de junio de 2015, con 13 votos de PNV y 5 de Partido Socialista de Euskadi-Euskadiko Ezkerra (PSE-EE), Ramiro González fue investido Diputado General de Álava por las Juntas Generales de Álava. Conformó un gobierno de coalición entre Partido Nacionalista Vasco y Partido Socialista de Euskadi en la Diputación Foral de Álava, en el que el primero ostentaba seis departamentos y el segundo dos. 
Volvió a concurrir encabezando la lista del PNV a las elecciones a las Juntas Generales de Álava celebradas en 2019, resultando ser la lista más votada y obteniendo 17 procuradores en esta ocasión. Fue investido diputado general por segunda vez el 4 de julio de 2019 conformando un gobierno foral con 6 miembros del PNV y 3 del PSE. Durante su segunda legislatura debió afrontar los efectos de la pandemia ocasionada por el COVID-19 y la invasión rusa de Ucrania, tanto desde el plano sanitario como el económico. Durante esta legislatura, se produjo un crecimiento económico y de empleo. La multinacional Mercedes anunció una inversión de 1000 millones de euros en Álava para ampliar su planta de producción e introducir una línea de fabricación de vehículos eléctricos.
En mayo de 2023 concurrió nuevamente a las elecciones forales volviendo a encabezar por tercera vez consecutiva la candidatura del Partido Nacionalista y volviendo a ser la lista más votada. El día 29 de junio de ese mismo año resultó investido por tercera vez Diputado General de Álava con los votos del Partido Nacionalista Vasco y el Partido Socialista de Euskadi presidiendo nuevamente un gobierno de coalición entre las dos formaciones políticas, y convirtiéndose en el primer Diputado General de Álava en ostentar por tercera vez el cargo.